# She
She er en amerikansk stumfilm fra 1911.

## Medvirkende
- Marguerite Snow
- James Cruze som Leo Vincey / Kallikrates
- Viola Alberti som Amenartes
- William C. Cooper som Horace Holly
- Irma Taylor